# Sos arrabbiata
Arrabbiata (w dialekcie rzymskim arabbiata) – rodzaj pikantnego sosu do makaronu pochodzącego z kuchni włoskiej. Jest typowy dla regionu Lazio, a w szczególności Rzymu.

## Pochodzenie nazwy
Arrabbiata oznacza „zły” w języku włoskim. W dialekcie rzymskim przymiotnik arabbiato wskazuje na przesadzenie (w tym przypadku oznacza przesadzenie z ostrością). W Rzymie przymiotnik ten jest używany również do określenia każdego dania z patelni z dużą ilością oliwy, czosnku i papryczki chilli wywołującego silne uczucie pragnienia (np. broccoli arabiatti).

## Historia
Danie pochodzi z lat 50. lub 60. XX wieku, kiedy w kuchni rzymskiej modne były dania o ostrym smaku.

## Składniki
Do głównych składników należą pomidory bez skórki lub przecier pomidorowy, czosnek, dużo papryczki chili, natka pietruszki, sól i oliwa z oliwek. Czasami dodaje się starty parmezan lub pecorino romano.

## Nazwiązania w popkulturze
Sos pojawiał się we włoskich filmach m.in. w Wielkim żarciu Marco Ferreriego i Rzymie Federica Felliniego. Nazwa sosu pojawia się też w tekście i tytule piosenki Pappardelle all'arrabbiata polskiego rapera Belmondo. 